# Fehéroroszország autópályái
Ez a lap Fehéroroszország, vagy más néven Belarusz autópályáit tartalmazza.

## Az autópályák táblázatban
| Név | Jelzés | Érintett városok                                                   | Kilométerszámozás / 2008-ig ennyi készült el belőle |
| --- | ------ | ------------------------------------------------------------------ | --------------------------------------------------- |
| M1  | M1     | Breszt – Minszk – Orsa – Oroszország                               | 611 km / 588 km                                     |
| M2  | M2     | Minszk – Minszki nemzetközi repülőtér – 2                          | 34 km / 34 km                                       |
| M3  | M3     | Minszk – Lepel – Vicebszk                                          | 253 km / 253 km                                     |
| M4  | M4     | Minszk – Mahiljov                                                  | 182 km / 113 km                                     |
| M5  | M5     | Minszk – Babrujszk – Homel                                         | 296 km / 296 km                                     |
| M6  | M6     | Minszk – Hrodna                                                    | 262 km / 262 km                                     |
| M7  | M7     | Minszk – Aschmjany – Litvánia                                      | 139 km / 120 km                                     |
| M8  | M8     | Ukrajna – Homel – Mahiljov – Orsa – Vicebszk – Hurki – Oroszország | 456 km / 432 km                                     |
| M9  | M9     | Minszki körgyűrű                                                   | 56,2 km / 56,2 km                                   |
| M10 | M10    | Oroszország – Homel – Mazir – Pinsk – Breszt                       | 526 km / 526 km                                     |
| M11 | M11    | Litvánia – Lida – Slonyim –                                        | 56,2 km / 56,2 km                                   |
| M12 | M12    | Kobrin – Makrani – Ukrajna                                         | 55 km / 55 km                                       |
| M14 | M14    | Minszki körgyűrű                                                   | 27 km                                               |